# Jacob Mohlin
Jacob Mohlin, född 17 januari 1971 i Ludvika, är en svensk skådespelare och regissör. Han har skrivit, regisserat samt producerat filmerna En vinnartyp (2003) och Leva för döden (2007).

## Filmografi

### Film
- 1997 – Soulscapes
- 2001 – Confession – en doft av sanning
- 2001 – Jacobs frestelse
- 2002 – Jobba hem, jobba hem!
- 2006 – Virus
- 2006 – Förortsungar
- 2010 – Återfödelsen

### TV-serier
- 2000 – Nya tider (TV-serie)
- 2020 – Morden i Sandhamn (TV-serie)

### Fotnoter
1. ↑  ”Jacob Mohlin”. Svensk Filmdatabas. http://sfi.se/sv/svensk-filmdatabas/Item/?type=PERSON&itemid=257286&iv=OVERVIEW. Läst 5 augusti 2012.
2. ↑  ”Jacob Mohlin”. IMDb.com. http://www.imdb.com/name/nm0596018/. Läst 5 augusti 2012.